# Slot Grimhuijsen
Slot Grimhuijsen (ook: Grimhuysen) is de naam van een voormalig kasteel te Ulvenhout. Het bevond zich ter plaatse van de huidige pastorietuin, Dorpsstraat 42.

## Etymologie
De naam Grimhuijsen zou grimmig huis kunnen betekenen, maar ook herleid kunnen zijn van grind.

## Geschiedenis
Het huis werd omstreeks 1400 gebouwd en was een leen van de Heren van Breda. Na 1517 kwam er een boerderij. Op een kaart van Joan Blaeu uit 1637 kwam Grimhuijsen voor. In 1744 werd het slot hertimmert. In 1904 werd het slot, samen met de nabijgelegen schuurkerk, afgebroken ten behoeve van de nieuwe Sint-Laurentiuskerk. In de jaren 60 van de 20e eeuw werden de laatste restanten van de gracht gedempt. De fundamenten bleven in de bodem bewaard.
In 1996 werden, in het kader van het 200-jarig bestaan van de provincie Noord-Brabant, de poort (tussen kerk en pastorie) en de hekpalen (tussen het voormalige klooster en de kerk) van het verdwenen huis Grimhuijsen gerestaureerd, als onderdeel van een provinciebreed restauratieproject van "kleine monumenten". Deze overblijfselen van Grimhuijsen dateren vermoedelijk uit begin 17e eeuw en behoren daarmee tot de oudste monumenten van Ulvenhout. In opzet en fraaie detaillering is het uit Bentheimer zandsteen vervaardigde poortje een voorbeeld van renaissancestijl rond 1600. De poort vertoont stilistische overeenkomsten met de ingang van Kasteel Bouvigne te Ginneken. De hekpalen zijn eveneens in Bentheimer zandsteen uitgevoerd. Opgebouwd uit een basement met diamantkop, een geblokte schacht met Bremerwerk en ionisch kapiteel, bekroond met een in reliëf gehakte leeuwenkop.
In 2009 zijn er opgravingen verricht in de pastorietuin, waarbij het muurrestant van een schuurkerk uit 1803 en de fundamenten van het slotje werden blootgelegd en onderzocht. De pastorietuin wordt omgevormd tot een parkje, waarin de contouren van het slotje met hagen zullen worden aangegeven.

## Bezitsgeschiedenis
Van de bezitters kunnen worden genoemd: Jan van der Leck 1474 (bastaardzoon van Jan III van Polanen). De familie Van de Kieboom bezat het goed van 1517 - 1581. In 1581 kwam het door verkoop aan de Bredase griffier Vogelsanck, die het huis verhuurde. In 1621 werd het slotje betrokken door Justinus van Nassau, die gouverneur van Breda was. In 1625 vertrok Justinus weer, omdat Spinola Breda had veroverd. In 1679 werd het huis gekocht door de Bredase koopman Jan de Wijse. Het vervulde de functie van pastorie voor de schuurkerk.

## Afbeeldingen

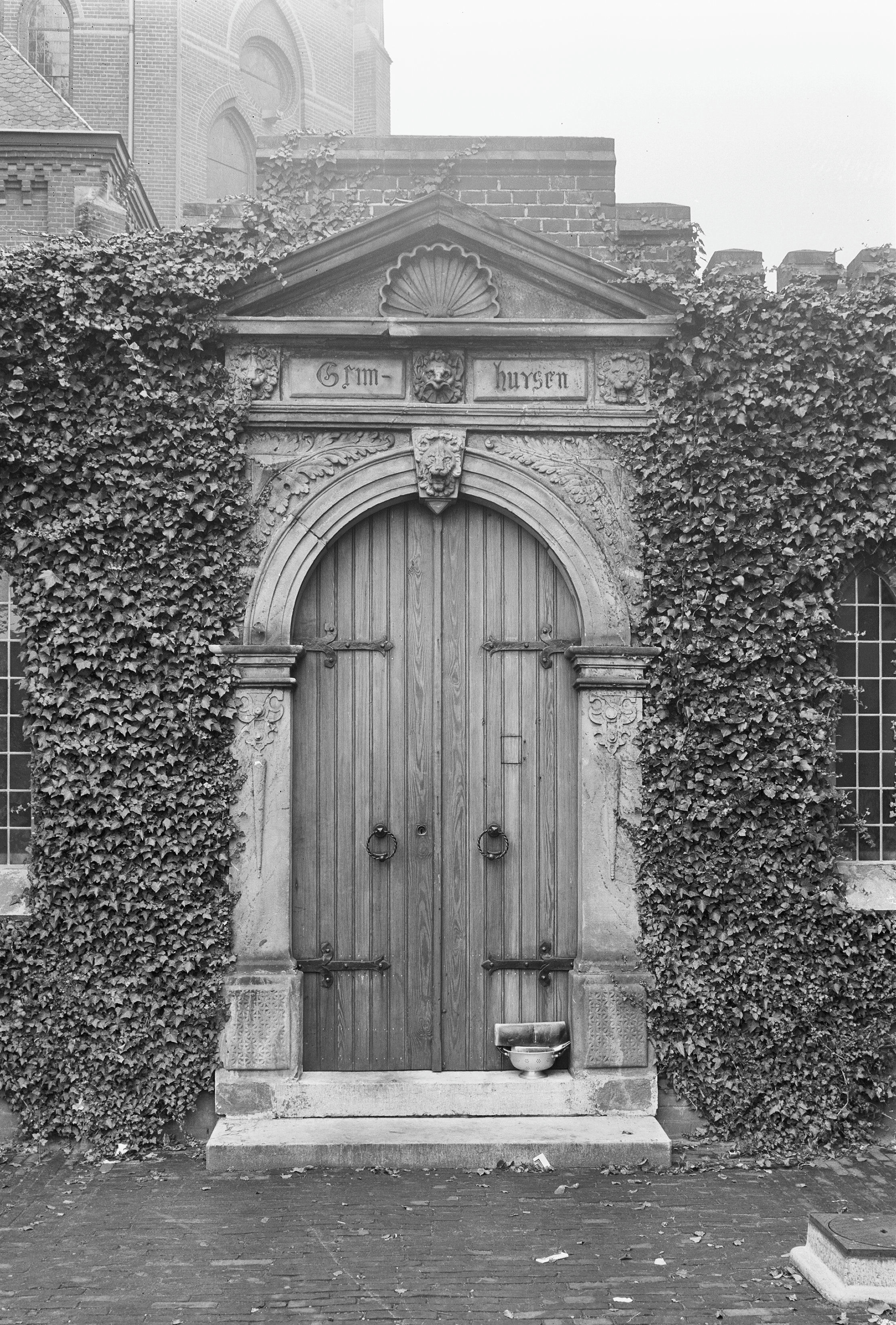
Zandstenen poortje aan de pastorie
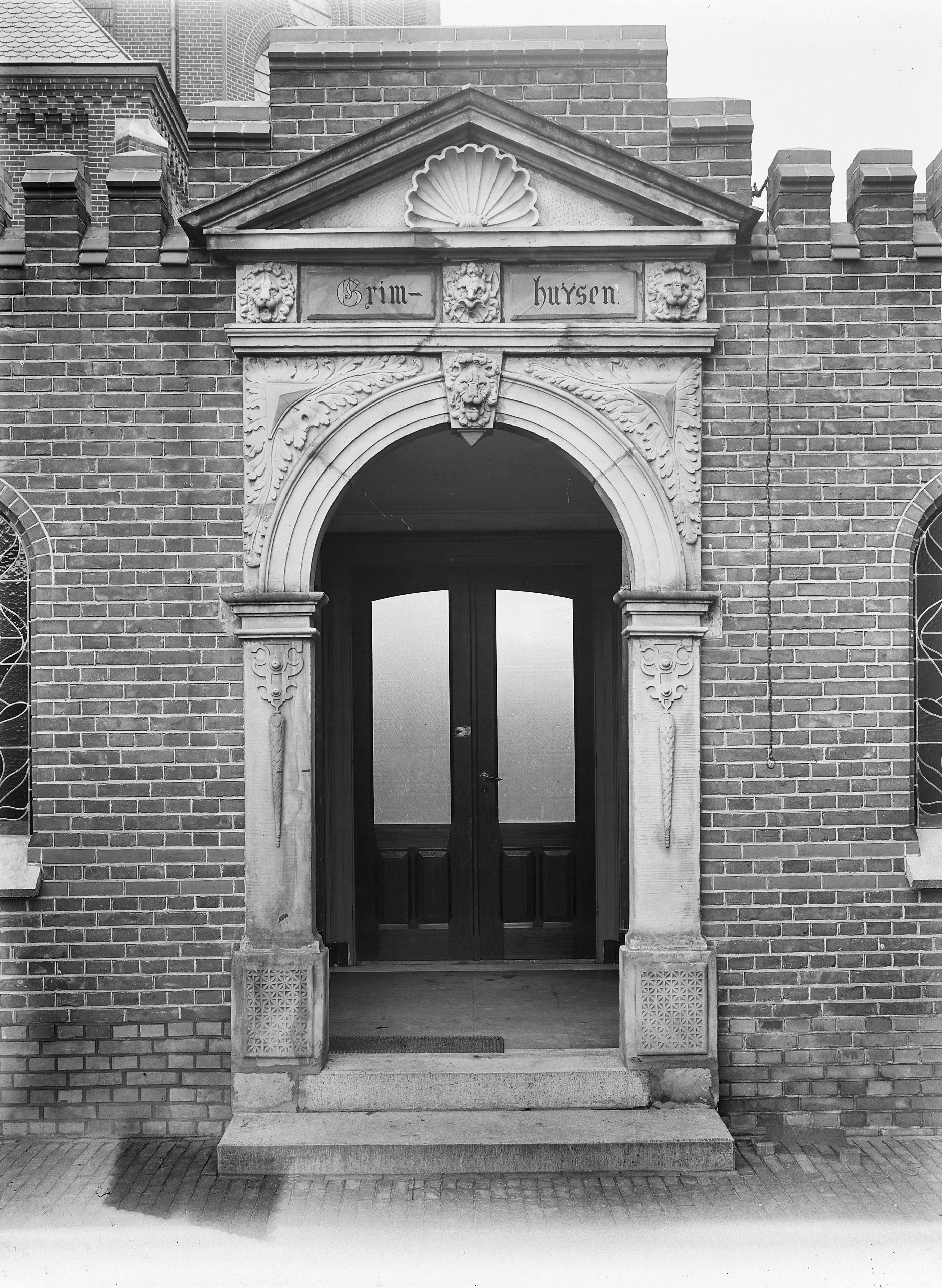
Overblijfsel van het slot Grimhuysen